# Ina Bainova
Ina Bainova (Sofía, Bulgaria, 1938) es una grabadora, dibujante y pintora.

## Educación
Ina es licenciada en geología en la Universidad Climent Ohridski de Sofía (1961). Inició estudios de artes plásticas en Alemania y de pintura en Caracas con Fidel Santamaría (1966-1968). En 1969 viajó a Inglaterra, donde estudió dibujo y pintura en el Sir John Cass College de Londres. Entre 1970 y 1971 estudió arte en la Academia de Arte de Colonia y en 1974 egresó de la Escuela de Artes Plásticas de Hannover. 

## Obra
En 1975 se radica en Caracas, se nacionaliza y se dedica a trabajar en su taller. Participó en cursos libres de litografía y fotograbado en el TAGA. Ha trabajado como profesora de dibujo y grabado en instituciones como el Instituto Neumann y Prodiseño. 
Ha participado en exposiciones colectivas como “Grafische Ausstellung” (Hannover, Alemania, 1973), “Participación de la gráfica venezolana” (Ikebukuro Gallery, Tokio, 1988), la “Expozitie interantá de gavurá venezolaná” (Museul de Artá, Neamt, Rumania, 1991), el I Salón Nacional de Dibujo, Grabado y Diseño Gráfico (ULA, 1975), las ediciones XXXVII y XLIX del Salón Arturo Michelena (1979 y 1991), las ediciones VIII y XIII del Salón Aragua (Museo de Arte de Maracay, 1983 y 1988), las ediciones IV y VI de la Bienal TAGA (1986 y 1991) y la IX Bienal de San Juan de Grabado Latinoamericano y del Caribe (Instituto de Cultura Puertorriqueña, San Juan de Puerto Rico, 1990), entre otras. En 1997 fue invitada durante un mes por el Frans Masereel Centrum (Kasterlee, Bélgica), para experimentar con técnicas litográficas. 
La obra de Ina Bainova está caracterizada por el manejo virtuoso de la técnica gráfica y las imágenes figurativas realizadas en aguafuerte y aguatinta, donde introduce el dibujo acompañado con color a partir de varias planchas. Edda Armas ha afirmado que sus obras “son parte del gran ritual diario donde asume la magia de transformar la superficie inocua del papel en sus maravillosos mundos con dibujo y drama, cuando el claroscuro gana la imagen, o suavizados con transparencias en toques de color con acuarela al pincel, que nos arrojan a los límites de lo onírico” (1991). Actualmente dirige el Taller de Grabado 2000, situado en los espacios de la Galería Félix (Caracas) e imparte clases de dibujo en el IUESAPAR (Instituto Superior de Arte Armando Reverón). La GAN posee en su colección aguafuertes y aguatintas de la artista.

## Exposiciones individuales
- 1971 “Acuarelas y dibujos”, Galería Cassian, Caracas
- 1976 “Grabados”, Galería Banap, Caracas
- 1978 “Grabados y acuarelas”, Galería Banap, Caracas
- 1979 “Acuarelas”, Club Internacional, Valencia, Edo. Carabobo
- 1980 “Acuarelas y grabados”, Galería Félix, Caracas
- 1982 Galería Luise Romeleite, Colonia, Alemania / “Grabados”, Galería HR, Zúrich, Suiza
- 1984 “Grabados”, Galería Ruchti, Bonn, Alemania
- 1989 “Presentación de un artista venezolano”, Lufthansa, Caracas / “Gráfica”, Galería Félix, Caracas
- 1990 “6 grabados Taller 90”, Galería Félix, Caracas
- 2004. "Grabaciones cromáticas. Monotipos y grabados". Museo de la Estampa y del Diseño Carlos Cruz-Diez, Caracas

## Premios
- 1970 Segundo premio de dibujo, CVA
- 1973 Segundo premio de pintura, CVA
- 1975 Primer premio de grabado, CVA
- 1986 Mención honorífica, IV Bienal TAGA
- 1990 Mención honorífica, VI Bienal TAGA
- 1991 Mención honorífica en gráfica, XVI Salón Aragua, Museo de Arte de Maracay

## Colecciones
- BN
- GAN
- MACCSI
- MBA
- UCV